# Mormonizm w Utah
Mormonizm w Utah – obecność i struktury wyznań należących do ruchu świętych w dniach ostatnich w Utah. Mormonizm jest największą tradycją religijną w stanie, odciskającą swoje piętno na większości aspektów życia codziennego. Skupia wiernych rozmaitych kościołów, w tym Kościoła Jezusa Chrystusa Świętych w Dniach Ostatnich oraz Społeczności Chrystusa czy różnych wspólnot odwołujących się do mormońskiego fundamentalizmu. Mormonizm wywarł przemożny wpływ na kulturę Utah, w tym na stanową symbolikę, praktyki nazewnicze, kuchnię czy tradycję ludową.

## Kościół Jezusa Chrystusa Świętych w Dniach Ostatnich

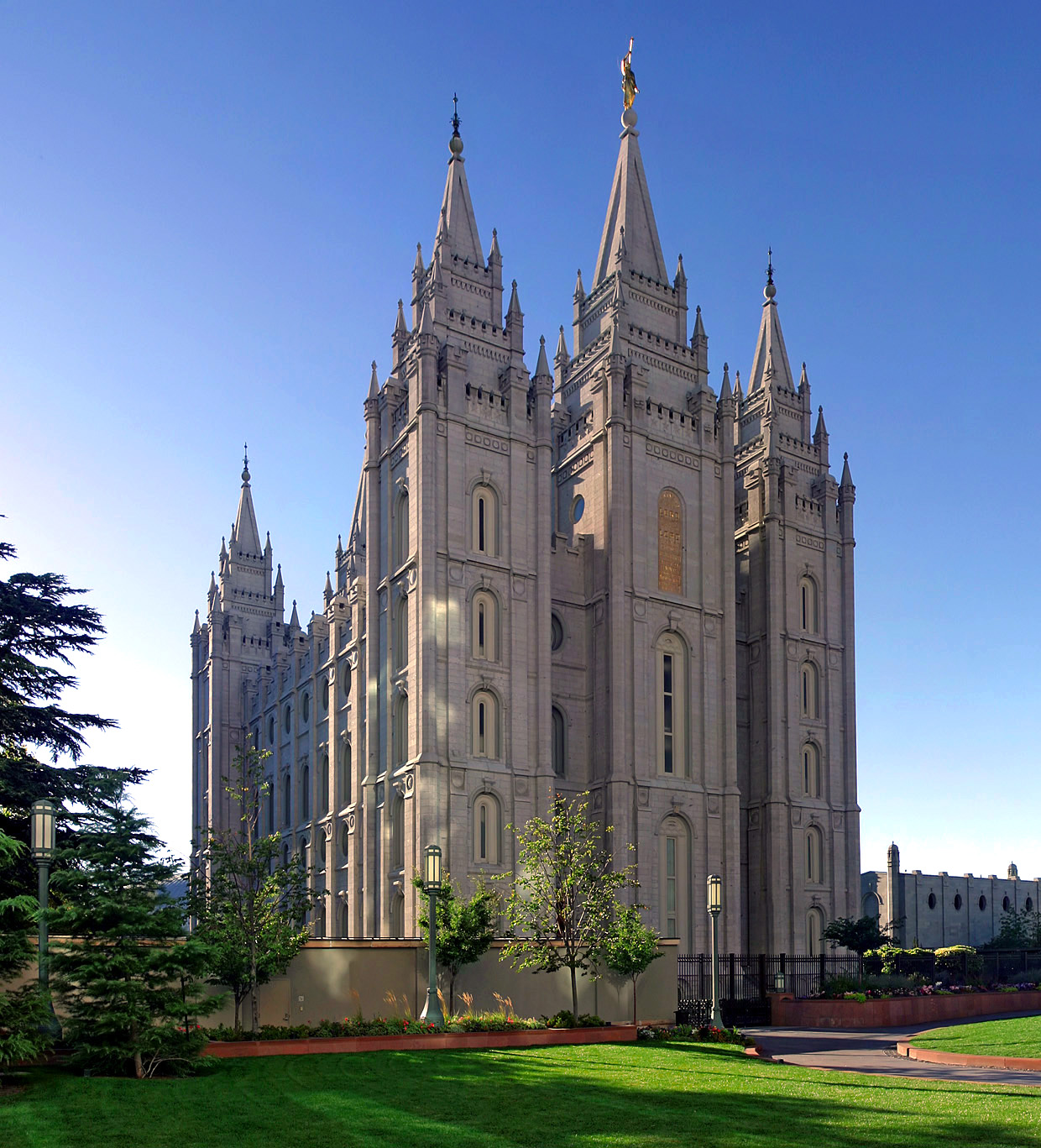
Świątynia w Salt Lake City. Obiekt ten, należący do Kościoła Jezusa Chrystusa Świętych w Dniach Ostatnich, stanowi integralną część pozostającej pod przemożnym wpływem mormonizmu kultury Utah

Mormonizm odegrał kluczową rolę we współczesnej historii Utah. Terytorium stanowiło główny cel migracji świętych w dniach ostatnich zarówno w samych początkach tej tradycji, jak i na przestrzeni przynajmniej kolejnych pięciu dekad. Pierwsza grupa mormońskich pionierów przybyła do doliny Jeziora Słonego 24 lipca 1847. Kościół Jezusa Chrystusa Świętych w Dniach Ostatnich, największa denominacja mormońska, finansował i inicjował szeroko zakrojoną kolonizację daleko wykraczającą poza współczesne granice stanu. Stał także za początkową ewolucją polityczną obszarów, które obecnie wchodzą w skład stanu. Niejako naturalną konsekwencją akcji kolonizacyjnej był stan Deseret. Utworzony przez najwyższych przywódców kościelnych z Brighamem Youngiem na czele obejmował nie tylko całe terytorium obecnego stanu Utah, ale również części współczesnych stanów Kolorado, Wyoming, Idaho, Nevada, Oregon, Kalifornia oraz Arizona.
W literaturze zauważono, że wczesna historia polityczna Utah jest niemożliwa do oddzielenia od dziejów Kościoła Jezusa Chrystusa Świętych w Dniach Ostatnich. Najistotniejsze wydarzenia we wczesnych dziejach współczesnego Utah, takie jak utworzenie terytorium Utah (1850), wojna z lat 1857–1858 czy przyjęcie terytorium do unii jako kolejnego stanu wchodzącego w skład Stanów Zjednoczonych (1896), wynikają bezpośrednio z doktryny i wewnętrznych uwarunkowań politycznych największej mormońskiej denominacji. Kościół ten jest dominującym podmiotem również we współczesnym Utah, wywierając przemożny wpływ na jego życie polityczne, gospodarcze czy kulturalne. Także w Utah znajduje się jego siedziba, dokładniej w stanowej stolicy Salt Lake City. Spośród siedemnastu stojących na czele wspólnoty prezydentów ośmiu urodziło się w Utah. 
Wpływ Kościoła Jezusa Chrystusa Świętych w Dniach Ostatnich na struktury władzy w Utah jest potwierdzany przez liczne źródła. Zdecydowana większość aktywnych w Utah polityków, tak na szczeblu stanowym, jak i samorządowym, przynależy do największej mormońskiej denominacji. Większość reprezentujących Utah na poziomie federalnym senatorów oraz członków Izby Reprezentantów również historycznie przynależała do największej grupy religijnej łączonej ze świętymi w dniach ostatnich. Wszyscy reprezentanci Utah w Kongresie 119. kadencji są ochrzczonymi członkami Kościoła Jezusa Chrystusa Świętych w Dniach Ostatnich. Ogromne wpływy tejże właśnie wspólnoty doprowadziły do pojawienia się w Utah organizacji oraz osób, które krytykę Kościoła uczyniły głównym elementem swej obecności w życiu publicznym. Wskazuje się tutaj nade wszystko na związanych ze środowiskiem ewangelicznych chrześcijan Jeralda oraz Sandrę Tannerów, jak również stojącego na pozycjach bardziej liberalnych Johna Dehlina. Tannerowie stali za powołaniem Utah Lighthouse Ministry (UTLM). Dehlin natomiast stworzył podkast Mormon Stories Podcast.
Praktyczna wszechobecność Kościoła Jezusa Chrystusa Świętych w Dniach Ostatnich w Utah widoczna jest również w jego niezwykle rozbudowanych strukturach organizacyjnych w tym terytorium. Utah jako jedyny amerykański stan stanowi samodzielny obszar Kościoła. W stanie funkcjonuje 629 palików, odpowiedników katolickich diecezji. W ich ramach funkcjonuje z kolei 5412 kongregacji, w tym 5094 okręgi oraz 318 gmin. Dodatkowo na terytorium Utah działalność swą prowadzi także 10 misji oraz 2 dystrykty. W stanie znajdują się 23 świątynie. Uniwersytet Brighama Younga (BYU), najistotniejsza część kościelnego systemu edukacyjnego, ma swoją siedzibę w Provo. Wedle oficjalnych statystyk kościelnych członkami Kościoła w latach 20. XX stulecia było 60.5 % wszystkich mieszkańców stanu. W kolejnych dekadach odsetek ten wykazywał tendencję wzrostową, by w latach 70. XX wieku sięgnąć 71.5 % stanowej populacji. Według danych za lata 20. XXI stulecia członkami Kościoła Jezusa Chrystusa Świętych w Dniach Ostatnich było blisko 2,2 miliona mieszkańców Utah. Tym samym Utah wyróżnia się na tle wszystkich amerykańskich stanów jako stan z największą grupą obywateli należących do pojedynczej organizacji religijnej.
Należy przy tym pamiętać, że oszacowanie rzeczywistej liczby członków Kościoła Jezusa Chrystusa Świętych w Dniach Ostatnich w stanie nie jest zadaniem łatwym. Nie było to czynnością prostą i dającą jednoznaczne rezultaty również w ujęciu historycznym. Wynika to z między innymi ze sposobu w jaki sama wspólnota gromadzi i opracowuje informacje na ten temat. Metodologia ta ma zresztą uzasadnienie nie tyle w praktyce administracyjnej grupy, co raczej w jej teologii. Badania niezależne wskazują zazwyczaj na liczby dosyć wyraźnie mniejsze.

## Społeczność Chrystusa
Dominacja Kościoła Jezusa Chrystusa Świętych w Dniach Ostatnich w życiu religijnym Utah nie ulega wątpliwości. Nie oznacza ona niemniej, iż jest to jedyny Kościół odwołujący się w swoich naukach do Josepha Smitha obecny w stanie. Zreorganizowany Kościół Jezusa Chrystusa Świętych w Dniach Ostatnich, od 2001 znany jako Społeczność Chrystusa, obecny był w Utah już w okresie, w którym obecny stan był jeszcze terytorium. Relacje między tymi wspólnotami w Utah były przez wiele lat naznaczone silnymi napięciami, w dużej mierze sięgającymi swoją genezą do kryzysu sukcesyjnego po zamordowaniu Josepha Smitha w 1844. Utah, szczególnie jako terytorium, było kluczowym obszarem misyjnym dla Zreorganizowanego Kościoła Jezusa Chrystusa Świętych w Dniach Ostatnich. Grupa ta ukształtowała się przede wszystkim wokół kwestii legitymacji apostolskiej. Twierdziła, że prezydent Kościoła powinien być potomkiem Josepha Smitha w linii prostej. Tym samym rzucała bezpośrednie wyzwanie Brighamowi Youngowi i innym przywódcom kościelnym w Utah. Przez podjęcie aktywności misyjnej w terytorium zgłaszała tak naprawdę pretensje do przywództwa w całym mormonizmie. Pierwszych starszych, którym powierzono zadanie ewangelizacji Utah, powołano już w 1863. W kolejnych dekadach, mimo jedynie umiarkowanego sukcesu, Zreorganizowany Kościół Jezusa Chrystusa Świętych w Dniach Ostatnich wysyłał swoich misjonarzy z dużą regularnością. Szczególnie silnie zapisały się tak w historii Utah, jak i całego mormonizmu wizyty misyjne składane przez członków rodziny Smithów, założycielskiej rodziny całego ruchu świętych w dniach ostatnich. Posługę misyjną w takim właśnie charakterze pełnili w Utah zatem chociażby Joseph Smith III, Alexander Hale Smith, David H. Smith czy Frederick M. Smith. Z uwagi na szczególną pozycję rodu w mormonizmie, w tym w mormońskiej teologii, ich wizyty wzbudzały znaczące zainteresowanie. Pozwalały też na kontakty wzajemne między potomkami Josepha Smitha oraz jego starszego brata Hyruma Smitha.
Zwłaszcza przed 1890 Zreorganizowany Kościół Jezusa Chrystusa Świętych w Dniach Ostatnich przyciągał zamieszkujących Utah świętych w dniach ostatnich, którzy z rozmaitych powodów byli przeciwni małżeństwom pluralistycznym czy krytyczni wobec przywódców Kościoła Jezusa Chrystusa Świętych w Dniach Ostatnich. Po porzuceniu religijnie motywowanej poligamii przez tę właśnie denominację Zreorganizowany Kościół Jezusa Chrystusa Świętych w Dniach Ostatnich zaczął tracić tak na znaczeniu, jak i atrakcyjności. Z perspektywy zamieszkujących Utah wiernych identyfikujących się z mormonizmem stawał się też stopniowo nazbyt podobny do Kościołów protestanckich. Proces ten przyspieszył zwłaszcza od lat 50. XX wieku. Marginalizacja Zreorganizowanego Kościoła Jezusa Chrystusa Świętych w Dniach w Utah została zauważona w literaturze. W latach 90. XX stulecia obecność tej wspólnoty w stanie ograniczała się jedynie do trzech niewielkich gmin, kolejno w Ogden, Salt Lake City oraz Orem.

## Mormoński fundamentalizm
Złożony kontekst historyczny i kulturowy mormonizmu w Utah sprawił, iż stan, a wcześniej i terytorium, są i były miejscem, w którym funkcjonują rozmaite grupy odwołujące się w swoim nauczaniu oraz praktykach do mormońskiego fundamentalizmu, w tym do integralnie z nim związanych małżeństw pluralistycznych. Wśród najistotniejszych ugrupowań tego typu wymienić należy Fundamentalistyczny Kościół Jezusa Chrystusa Świętych w Dniach Ostatnich. Ta powstała w 1991 wspólnota jest jedną z najbardziej radykalnych grup przynależnych do szeroko pojętego ruchu świętych w dniach ostatnich. Jego wierni żyją w komunach zarządzanych wedle tak zwanego zjednoczonego porządku, który zakłada między innymi nadzorowaną przez przywódców kapłańskich wspólnotę własności. Jednym z głównych ośrodków grupy w Utah jest miasto Hildale. Inną wspólnotą fundamentalistyczną obecną w Utah jest Kościół Chrystusa w Dniach Ostatnich. Zorganizowany został formalnie w 1977, a jego siedzibą jest Salt Lake City. Grupa, wraz ze swoimi oficjalnymi strukturami, stanowi niemniej jedynie część większej sieci, której początki sięgają 1935. Kluczowym elementem tejże sieci jest powstałe w 1941 Davis County Cooperative Society. Skupia ono dziesiątki firm oraz dysponuje znacznymi środkami finansowymi szacowanymi na wiele milionów dolarów. Fundusze te, podobnie jak w przypadku Fundamentalistycznego Kościoła Jezusa Chrystusa Świętych w Dniach Ostatnich, gromadzone są zgodnie z zasadami zjednoczonego porządku. Również i ta wspólnota znana jest z doktrynalnego radykalizmu. W jej wierzeniach powszechne dla wszystkich świętych w dniach ostatnich przywiązywanie ogromnego znaczenia do rodowodu i pochodzenia przybrało szczególnie specyficzne formy. Pragnienie, by przynależne do grupy rodziny uczynić czystymi, doprowadziło do aranżowanych przez przywódców kapłańskich małżeństw między bliskimi krewnymi. Na przełomie XX i XXI stulecia Kościół Chrystusa w Dniach Ostatnich stał się z tych właśnie powodów obiektem zainteresowania stanowego wymiaru sprawiedliwości oraz organów ścigania. Jego kierownictwo oskarżane oraz skazywane było w sprawach związanych z molestowaniem seksualnym, przemocą wobec małoletnich czy wyłudzeniami ze stanowego systemu opieki społecznej.
Do mormońskich fundamentalistów obecnych w Utah dodać należy jednocześnie także grupy odrzucające małżeństwa pluralistyczne, takie jak Zjednoczone Bractwo Apostolskie (AUB). W latach 80. XX stulecia wzniosła ona w Bluffdale swój dom obdarowania. W tym też mieście ma ona swoją siedzibę. Wspólnota nie uznaje się za odrębny Kościół, a raczej za kontynuatora tradycji porzuconych przez Kościół Jezusa Chrystusa Świętych w Dniach Ostatnich po 1890. Dodatkowo grupa włączyła do swej praktyki religijnej tak zwane wyższe prawo czystości moralnej, zobowiązujące do całkowitej wstrzemięźliwości seksualnej po przekroczeniu granicy wieku umożliwiającego prokreację. Niekiedy za ruch o charakterze fundamentalistycznym uznaje się także społeczność skupioną wokół Denvera Snuffera. Zaczęła się ona formować około 2013, zatem w okresie, w którym jej twórca, prawnik z Salt Lake City, został ekskomunikowany przez Kościół Jezusa Chrystusa Świętych w Dniach Ostatnich. Opowiada się za bardziej oddolnym i nieformalnym przeżywaniem mormońskiej duchowości. Kładzie większy od denominacji macierzystej nacisk na objawienia oraz wizje, postuluje także wykorzystywanie kapłaństwa oraz odprawianie obrzędów zbawczych poza sformalizowaną strukturą prawną. Odwołuje się do zmodyfikowanej oraz poszerzonej wersji tradycyjnego mormońskiego kanonu pism świętych. Uznaje także, iż prorocza posługa Josepha Smitha stanowiła jedynie nieudaną próbę przywrócenia Ewangelii. Ruch liczy sobie między 5 a 10 tysięcy zwolenników. Niektórzy z nich uważają przy tym Snuffera za proroka.
Poligamia pozostaje kwestią wysoce delikatną w stanowym dyskursie publicznym. Kościół Jezusa Chrystusa Świętych w Dniach Ostatnich uznaje praktykowanie poligamii za grzech pociągający za sobą karę ekskomuniki czy też wycofania członkostwa. Współpracuje też z organami ścigania w zwalczaniu tego zjawiska. Podobnie delikatnym tematem pozostają inne elementy dawnej mormońskiej ortodoksji. Zalicza się do nich chociażby nauki dotyczące osób afrykańskiego pochodzenia.

## Wpływ mormonizmu na kulturę Utah

Pieczęć stanowa Utah. Widoczna na niej pszczoła miodna stanowi jeden z przykładów przemożnego wpływu mormonizmu na kulturę stanu. Wywodzi się bowiem z Księgi Mormona, uznawanej przez świętych w dniach ostatnich za pismo święte.

Mormonizm, niezależnie już od denominacji, wywarł przemożny wpływ na kulturę Utah. Specyficzne praktyki nazewnicze, obecne wśród zamieszkującej stan ludności, korzenie mają w mormonizmie, w jego kanonie pism świętych lub w jego historii. Pszczoła miodna, wywiedziona z Księgi Mormona, znajduje się na pieczęci stanowej i jako oficjalny symbol stanowy ma bardzo szerokie zastosowanie. Rocznica przybycia świętych w dniach ostatnich do doliny Jeziora Słonego jest obchodzona w stanie jako Dzień Pioniera. Święto to jest jednym z największych tego typu wydarzeń w Stanach Zjednoczonych.
Elementy kultury ludowej Utah, takie jak legenda o trzech Nefitach, korzenie swoje mają w mormonizmie. Religia ta wywiera również znaczący wpływ na stanowe tradycje kulinarne. Jednym z istotnych źródeł tego wpływu jest tak zwane słowo mądrości, swoisty mormoński kodeks zdrowotny. Relatywnie wysoki wskaźnik przyrostu naturalnego w stanie wiąże się bezpośrednio z mormonizmem. W religii tej bowiem rodzina stanowi centralny element całego systemu wierzeń. Jest również podstawową i jedyną jednostką, w której osiąga się wywyższenie, ostateczny cel doświadczenia religijnego dla każdego pobożnego świętego w dniach ostatnich. Znaczna część populacji Utah włada, przynajmniej w pewnym stopniu, językiem obcym. Wiąże się to bezpośrednio przede wszystkim z szeroko zakrojonym programem misyjnym Kościoła Jezusa Chrystusa Świętych w Dniach Ostatnich. Ogromną popularność firm opierających się na marketingu wielopoziomowym w stanie również wyjaśniano wpływem mormonizmu. Wskazywano, że zżyte ze sobą, niekiedy zamknięte na wpływy z zewnątrz społeczności świętych w dniach ostatnich stanowią środowisko, w którym takowe przedsiębiorstwa rozwijają się szczególnie prężnie. Zauważano również dodatkowo zbieżność między umiejętnościami nabywanymi przez mieszkańców Utah podczas mormońskiej służby misyjnej a tymi przydatnymi w sprzedaży bezpośredniej. Częste występowanie wśród stanowej populacji zaburzeń obsesyjno-kompulsywnych o podłożu religijnym również łączy się z mormonizmem.